# Djurgården Hockey 2009/2010
Djurgården Hockey gjorde sin 34:e säsong i Elitserien i ishockey.
Inför säsongen 2009/10 beslutade DIF att använda ett tretränarsystem - den forne guldmakaren Hardy Nilsson anlitades som huvudtränare, vilket betydde att Mikael Johansson och Tomas Montén fick kliva ned och bli assisterande tränare. I slutet av augusti 2009 vann laget försäsongsturneringen Nordic Trophy efter finalseger mot Linköpings HC med 4–1.
Djurgården slutade som tvåa i grundserien och tog sig till SM-final genom att besegra Brynäs IF i kvartsfinalen med 4-1 i matcher och Linköpings HC i semifinalen med 4-1 i matcher. I finalen föll man mot HV71 med 2-4 i matcher. En finalserie som för övrigt var den jämnaste någonsnin då fem av de sex finalmatcherna fick avgöras i förlängning.
I och med SM-slutspelet 2010 bestämdes det att man ska spela vissa av sina hemmamatcher i Globen från och med kvartsfinal fem, detta mot de flesta av supportrarnas vilja. Man spelade kvartsfinal två och fyra samt semifinal två på Hovet. I Finalen speladas match ett och sex på Hovet då Globen sedan innan är bokad, medan match tre spelas planenligt i Globen. Anledningen till flytten är att den ekonomiska vinsten blir nästan dubbelt så stor.

## Ordinarie säsong

### Grundserien
| Nr | Lag                | S  | V  | O  | F  | ÖV | ÖF | GM  | IM  | MS  | P  |
| -- | ------------------ | -- | -- | -- | -- | -- | -- | --- | --- | --- | -- |
| 1  | HV71               | 55 | 25 | 14 | 16 | 6  | 8  | 188 | 155 | +33 | 95 |
| 2  | Djurgårdens IF     | 55 | 26 | 12 | 17 | 2  | 10 | 161 | 130 | +31 | 92 |
| 3  | Linköpings HC      | 55 | 27 | 8  | 20 | 3  | 5  | 163 | 139 | +24 | 92 |
| 4  | Skellefteå AIK     | 55 | 26 | 9  | 20 | 1  | 8  | 146 | 141 | +5  | 88 |
| 5  | Färjestads BK (RM) | 55 | 25 | 10 | 20 | 2  | 8  | 132 | 144 | −12 | 87 |
| 6  | Brynäs IF          | 55 | 20 | 18 | 17 | 6  | 12 | 144 | 124 | +20 | 84 |
| 7  | Frölunda HC        | 55 | 22 | 11 | 22 | 1  | 10 | 155 | 156 | −1  | 78 |
| 8  | Timrå IK           | 55 | 18 | 18 | 19 | 3  | 15 | 138 | 150 | −12 | 75 |
| 9  | Modo               | 55 | 16 | 19 | 20 | 7  | 12 | 161 | 150 | +11 | 74 |
| 10 | Luleå HF           | 55 | 19 | 13 | 23 | 4  | 9  | 139 | 143 | −4  | 74 |
| 11 | Södertälje SK      | 55 | 14 | 14 | 27 | 7  | 7  | 131 | 176 | −45 | 63 |
| 12 | Rögle BK           | 55 | 13 | 12 | 30 | 4  | 8  | 125 | 175 | −50 | 55 |

Tabelldata är hämtade från Svenska Ishockeyförbundet.

## Spelarstatistik

### Grundserien

#### Poängligan[7]
Not: SM = Spelade matcher, M = Mål, A = Assists, Pts = Poäng
| Spelare            | SM | M  | A  | Pts |
| ------------------ | -- | -- | -- | --- |
| Marcus Nilson      | 53 | 24 | 27 | 51  |
| Jimmie Ölvestad    | 48 | 17 | 14 | 31  |
| Kyle Klubertanz    | 55 | 12 | 19 | 31  |
| Marcus Krüger      | 38 | 11 | 20 | 31  |
| Andreas Engqvist   | 55 | 14 | 12 | 26  |
| Kristofer Ottosson | 39 | 12 | 14 | 26  |
| Timmy Pettersson   | 55 | 4  | 20 | 24  |
| Andreas Holmqvist  | 51 | 3  | 21 | 24  |
| Nichlas Falk       | 53 | 2  | 20 | 22  |
| Nicklas Danielsson | 55 | 10 | 10 | 20  |

#### Målvakter[7]
Not: SM = Spelade matcher, S% = Räddningsprocent, GAA = I snitt insläppta mål per match
| Spelare           | SM | S%    | GAA  |
| ----------------- | -- | ----- | ---- |
| Gustaf Wesslau    | 32 | 91,7% | 2,29 |
| Stefan Ridderwall | 26 | 91,7% | 2,30 |

### Slutspelet

#### Poängligan[7]
Not: SM = Spelade matcher, M = Mål, A = Assists, Pts = Poäng
| Spelare            | SM | M | A | Pts |
| ------------------ | -- | - | - | --- |
| Andreas Engqvist   | 16 | 5 | 8 | 13  |
| Marcus Nilson      | 16 | 4 | 9 | 13  |
| Jimmie Ölvestad    | 16 | 6 | 5 | 11  |
| Marcus Krüger      | 16 | 3 | 7 | 10  |
| Timmy Pettersson   | 16 | 2 | 7 | 9   |
| Nicklas Danielsson | 16 | 4 | 4 | 8   |
| Andreas Holmqvist  | 15 | 3 | 3 | 6   |
| Jacob Josefson     | 14 | 3 | 2 | 5   |
| Nichlas Falk       | 16 | 3 | 2 | 5   |
| Kyle Klubertanz    | 16 | 3 | 2 | 5   |

#### Målvakter[7]
Not: SM = Spelade matcher, S% = Räddningsprocent, GAA = I snitt insläppta mål per match
| Spelare           | SM | S%    | GAA  |
| ----------------- | -- | ----- | ---- |
| Gustaf Wesslau    | 15 | 94,0% | 1,80 |
| Stefan Ridderwall | 2  | 87,8% | 3,97 |

## Spelare

### Spelartrupp säsongen 2009/10
Uppdaterad 13 april 2010.
| Målvakter | Målvakter | Målvakter         | Målvakter | Målvakter | Målvakter |       |
| --------- | --------- | ----------------- | --------- | --------- | --------- | ----- |
| Nr        |           | Spelare           | Plockar   | Ålder     | Längd     | Vikt  |
| 30        | Sverige   | Mark Owuya        | L         | 20 år     | 187 cm    | 91 kg |
| 39        | Sverige   | Stefan Ridderwall | L         | 22 år     | 188 cm    | 91 kg |
| 41        | Sverige   | Gustaf Wesslau    | L         | 25 år     | 193 cm    | 88 kg |

| Backar | Backar  | Backar                | Backar  | Backar | Backar |        |
| ------ | ------- | --------------------- | ------- | ------ | ------ | ------ |
| Nr     |         | Spelare               | Skjuter | Ålder  | Längd  | Vikt   |
| 3      | Sverige | David Printz          | L       | 29 år  | 193 cm | 100 kg |
| 7      | Sverige | Andreas Holmqvist     | R       | 28 år  | 193 cm | 94 kg  |
| 8      | Sverige | Alexander Deilert     | R       | 21 år  | 182 cm | 82 kg  |
| 10     | Sverige | Marcus Ragnarsson – C | L       | 38 år  | 186 cm | 98 kg  |
| 15     | Sverige | Oscar Eklund          | L       | 21 år  | 181 cm | 84 kg  |
| 16     | Sverige | Nichlas Falk          | L       | 39 år  | 182 cm | 91 kg  |
| 33     | Sverige | Timmy Pettersson      | L       | 32 år  | 188 cm | 88 kg  |
| 49     | USA     | Kyle Klubertanz       | R       | 24 år  | 184 cm | 82 kg  |

| Forwards | Forwards | Forwards            | Forwards | Forwards | Forwards |       |
| -------- | -------- | ------------------- | -------- | -------- | -------- | ----- |
| Nr       |          | Spelare             | Skjuter  | Ålder    | Längd    | Vikt  |
| 4        | Sverige  | Marcus Nilson-A     | R        | 32 år    | 188 cm   | 89 kg |
| 9        | Sverige  | Kristofer Ottosson  | L        | 34 år    | 179 cm   | 84 kg |
| 17       | Sverige  | Mathias Tjärnqvist  | L        | 30 år    | 185 cm   | 92 kg |
| 18       | Sverige  | Michael Holmqvist   | L        | 30 år    | 191 cm   | 91 kg |
| 19       | Sverige  | Jimmie Ölvestad     | L        | 30 år    | 185 cm   | 85 kg |
| 20       | Sverige  | Christian Eklund    | L        | 32 år    | 181 cm   | 86 kg |
| 21       | Sverige  | Andreas Engqvist -A | R        | 22 år    | 190 cm   | 90 kg |
| 26       | Sverige  | Tim Eriksson        | L        | 28 år    | 174 cm   | 76 kg |
| 28       | Sverige  | Carl Gustafsson     | L        | 18 år    | 169 cm   | 80 kg |
| 29       | Sverige  | Patrick Cehlin      | R        | 18 år    | 180 cm   | 76 kg |
| 28       | Sverige  | Marcus Krüger       | L        | 19 år    | 182 cm   | 81 kg |
| 34       | Sverige  | Daniel Brodin       | R        | 20 år    | 186 cm   | 78 kg |
| 37       | Sverige  | Henrik Eriksson     | L        | 19 år    | 183 cm   | 97 kg |
| 40       | Sverige  | Jacob Josefson      | L        | 19 år    | 183 cm   | 85 kg |
| 44       | Sverige  | Nicklas Danielsson  | R        | 23 år    | 185 cm   | 83 kg |
| 97       | Kanada   | Mike Zigomanis      | R        | 29 år    | 185 cm   | 88 kg |

### Transaktioner
| Nyförvärv          | Nyförvärv          | Nyförvärv |
| ------------------ | ------------------ | --------- |
| Spelare            | Tidigare klubb     |           |
| Kyle Klubertanz    | TPS Åbo            |           |
| Mathias Tjärnqvist | Rögle BK           |           |
| Marcus Nilson      | Lokomotiv Yaroslav |           |
| Marcus Krüger      | Djurgården J20     |           |
| Mike Zigomanis     | Toronto Marlies    |           |
| Kim Lennhammer     | Djurgården J20     |           |

| Förlänger         | Förlänger | Förlänger |
| ----------------- | --------- | --------- |
| Spelare           | Kontrakt  |           |
| Tim Eriksson      | 2011/2012 |           |
| Gustaf Wesslau    | 2010/2011 |           |
| Jimmie Ölvestad   | 2012/2013 |           |
| Marcus Ragnarsson | 2010/2011 |           |
| Kyle Klubertanz   | 2010/2011 |           |
| Andreas Holmqvist | 2011/2012 |           |
| David Printz      | 2011/2012 |           |
| Alexander Deilert | 2011/2012 |           |

| Förluster         | Förluster                | Förluster |
| ----------------- | ------------------------ | --------- |
| Spelare           | Nytt lag                 |           |
| Ronnie Pettersson | Slutat                   |           |
| David Schneider   | HC Ambri-Piotta          |           |
| Niklas Anger      | Timrå IK                 |           |
| Fredrik Bremberg  | Atlant Mytisjtji/Jokerit |           |
| Robin Figren      | New York Islanders       |           |

| Tillfälliga  | Tillfälliga    | Tillfälliga         |
| ------------ | -------------- | ------------------- |
| Spelare      | Tidigare klubb | Nytt lag            |
| Mika Hannula | CSKA Moskva    | Salavat Julajev Ufa |